# Hydrogonium taylorii
Hydrogonium taylorii là một loài rêu trong họ Pottiaceae. Loài này được W.A. Weber mô tả khoa học đầu tiên năm 1975.